# Nina Hoss
Nina Hoss (Stuttgart, 7 de julho de 1975) é uma atriz alemã.

## Biografia
Nina Hoss vem de uma família liberal. Seu pai, Willi Hoss é sindicalista e político (membro do Bundestag pelo Partido Verde). Sua mãe, Heidemarie Rohweder, foi atriz do Staatstheater Stuttgart e mais tarde diretora do Württembergischen Landesbühne Esslingen.
Em 2006, Nina estrelou o personagem título do filme Yella, dirigido por Christian Petzold. Por este papel, foi premiada com o Urso de Prata de Melhor Atriz na edição de 2007 do Festival de Berlim.

## Compromisso social
Nina Hoss apoia a acção Make Poverty History contra a mutilação genital feminina, e diz: "Para mim, a tortura da mutilação genital, é um dos piores crimes em nome da assim chamada honra que existe na Terra. Eu sonho que será possível que esta forma de dominação sobre as mulheres seja abandonada."

## Filmografia
Título Original (Traduzido) - (Diretor)
- 1996 - Und keiner weint mir nach - (Joseph Vilsmaier)
- 1998 - Feuerreiter - (Nina Grosse)
- 1998 - Liebe deine Nächste! - (Detlev Buck)
- 1999 - The Volcano (O Vulcão) - (Ottokar Runze)
- 2002 - Nackt (Nús) - (Doris Dörrie)
- 2002 - Epsteins Nacht - (Urs Egger)
- 2003 - Wolfsburg - (Christian Petzold)
- 2005 - Die weiße Massai (Tão Perto e Tão Distante do Amor) - (Hermine Huntgeburth)
- 2006 - Elementarteilchen - (Oskar Roehler)
- 2006 - Leben mit Hannah - (Erica von Moeller)
- 2007 - Yella - (Christian Petzold)
- 2007 - Das Herz ist ein dunkler Wald - (Nicolette Krebitz)
- 2008 - Anonyma - Eine Frau in Berlin
- 2010 - Wir sind die Nacht (As Donas da Noite) - (Dennis Gansel)
- 2012 - Barbara - (Christian Petzold)
- 2014  - Phoenix - (Christian Petzold)